# Oligota prolixa
Oligota prolixa är en skalbaggsart som beskrevs av Sharp 1908. Oligota prolixa ingår i släktet Oligota och familjen kortvingar. Inga underarter finns listade i Catalogue of Life.